# Jistebsko
Jistebsko (starší německý název Gistey) je vesnice, část obce Pěnčín v okrese Jablonec nad Nisou. Nachází se asi 1 km na západ od Pěnčína. Je zde evidováno 109 adres. Trvale zde žije 275 obyvatel.
Jistebsko je také název katastrálního území o rozloze 2,52 km². V katastrálním území Jistebsko leží i Dolní Černá Studnice a Krásná, které jsou dalšími ze sedmi částí obce Pěnčín.
V blízkosti vesnice, na úbočích Maršovického vrchu, je naleziště horniny metabazitu (typ Pojizeří), který byl v době kolem roku 6000 př. n. l. používán k výrobě kamenných sekyrek. Těžil se zde na 500 let a nalézá se v mnoha vykopávkách celé Evropy.

## Historie
První písemná zmínka o obci pochází z roku 1543.